# VfB Bottrop
Der VfB Bottrop (offiziell: Verein für Bewegungsspiele Bottrop 1900 e. V.) ist ein Fußballverein aus Bottrop. Gegründet wurde der Verein am 29. Juni 1900. Die Vereinsfarben sind schwarz-weiß. Die erste Mannschaft spielt seit dem Aufstieg im Jahre 2024 in der sechstklassigen Landesliga Niederrhein. 16 Jahre lang gehörte der VfB der seinerzeit zweitklassigen II. Division West bzw. Regionalliga West an. Heimspielstätte des VfB ist das Jahnstadion. Fußballhistoriker Hardy Grüne bezeichnete den VfB Bottrop als „Paradebeispiel für den tragischen Verlierer“.

## Geschichte

### Frühe Jahre (1900 bis 1945)
Am 29. Juni 1900 gründeten einige Bottroper Bürger und Beamte im Hotel Bremer den Verein für Turn- und Volksspiele Bottrop. Dieser trat noch im gleichen Jahr als einer der ersten westfälischen Vereine dem Rheinischen Spiel-Verband bei, der sich daraufhin in Rheinisch-Westfälischer Spiel-Verband unbenannte. Im Jahre 1908 wurde eine Fußballabteilung gegründet. Das erste Spiel der Vereinsgeschichte wurde gegen SuS Schalke 96 mit 0:7 verloren. Nach dem Ende des Ersten Weltkrieges fusionierte der Verein mit dem 1904 gegründeten Ballspielverein Bottrop zum heutigen VfB Bottrop.
Nach zwei Aufstiegen in Folge erreichte der VfB 1922 mit der Gauliga Niederrhein die höchste Spielklasse. Ein Jahr später änderte der Verein seine Vereinsfarben von schwarz-gelb in schwarz-weiß. Sportlicher Höhepunkt war der sechste Platz in der Saison 1924/25. Finanzielle Probleme führten dazu, dass der VfB nach zwei Abstiegen in Folge 1928 nur noch drittklassig war und nur unter großen Anstrengungen die Auflösung vermeiden konnte. Schließlich blieb der Verein nach einer Ligenreform zweitklassig.
1931 kehrte der Verein in die Erstklassigkeit zurück, verpasste aber zwei Jahre später die Qualifikation zur neu geschaffenen Gauliga Niederrhein. Stattdessen wurden die Bottroper in den Gau Westfalen und in die dortige Bezirksklasse versetzt und waren gegen die Konkurrenz aus Gelsenkirchen und Herne chancenlos. In der Saison 1938/39 wurden die Bottroper Vizemeister ihrer Staffel hinter der BSG Gelsenguß Gelsenkirchen, ehe der Ausbruch des Zweiten Weltkriegs die weitere sportliche Entwicklung stoppte.

### Nach Kriegsende (1945 bis 1963)
1946 kehrte der VfB in den Bereich des Fußballverbands Niederrhein zurück und stieg zwei Jahre später in die Landesliga Niederrhein auf. 1949 wurden die Bottroper dort Fünfter und nahmen das Vertragsspielerstatut an. Damit gehörte der Verein zu den Gründungsmitgliedern der II. Division West. Trotz eines elften Platzes in der Saison 1949/50 wurde dem Verein wegen „ungesunder Finanzen“ die Lizenz entzogen. Ein Jahr später sicherten sich die Bottroper gegen den Cronenberger SC die Niederrheinmeisterschaft und kehrten in die zweite Liga zurück.
Zurück in der Zweitklassigkeit wurden die Bottroper nach einem 4:0-Sieg beim VfB 03 Bielefeld Vizemeister und hatte in der anschließenden Relegationsrunde die Chance auf den Durchmarsch in die erstklassige Oberliga West. Doch die Bottroper scheiterten nach einer 1:2-Niederlage am letzten Spieltag gegen die SpVgg Erkenschwick. Kurioserweise war es die einzige Heimniederlage des VfB in der Saison 1951/52. Auch in den folgenden Jahren sollte das Pech den Bottropern treu bleiben.
In der Saison 1954/55 hätte ein Sieg am letzten Spieltag beim Rheydter Spielverein den Aufstieg bedeutet, doch der VfB verlor mit 1:2 und ließ Hamborn 07 aufsteigen. Ein Jahr später hatte der punktgleiche Meidericher SV aufgrund des besseren Torquotienten die Nase vorne. Nachdem es auch in der Saison 1956/57 nur zum dritten Platz reichte verabschiedete sich Trainer Willi Multhaup. Es folgten Jahre des Mittelmaßes bei stetig sinkenden Zuschauerzahlen. 1961 konnte der Abstieg mit nur einem Punkt Vorsprung gerade noch vermieden werden.
Die sportliche Wende brachte die Saison 1962/63. Nach einem sportlichen Fehlstart kam die Mannschaft von Trainer Werner Stahl immer besser in Schwung und startete eine Aufholjagd. Mit einem 2:0-Sieg bei Arminia Bielefeld sicherte sich der VfB am letzten Spieltag die Meisterschaft. Doch auch dieser Erfolg hatte einen tragischen Beigeschmack. Wegen der Einführung der Bundesliga hatten sich die Bottroper nur für die neu geschaffene Regionalliga West qualifiziert und blieben zweitklassig.

### Fahrstuhljahre (1963 bis 1969)
Ab 1963 wurde der VfB zu einer Fahrstuhlmannschaft. Binnen sieben Jahre traten die Bottroper jeweils in einer anderen Liga an, wobei zwei Auf- fünf Abstiegen gegenüberstehen. 1964 belegte der VfB in der Regionalliga den 17. Platz und mussten wegen der Reduzierung der Liga von 20 auf 18 Mannschaften absteigen. In der folgenden Saison sicherten sich die Bottroper die Niederrheinmeisterschaft. Da Mittelrheinmeister 1. FC Köln Amateure nicht aufsteigen durfte, setzte der WFV die Aufstiegsrunde ab, so dass der VfB automatisch aufstieg.
Hatten die Bottroper 1965 noch Glück folgte ein Jahr später erneut das Pech, als Vorletzter erneut absteigen zu müssen. Dabei versuchten die VfB-Verantwortlichen, den Klassenerhalt vor Gericht zu erstreiten, da sowohl Fortuna Düsseldorf als auch Rot-Weiss Essen den Aufstieg in die Bundesliga schafften und kein westdeutscher Verein aus der Bundesliga abstieg. In den vergangenen Jahren führte ein solches Szenario zu einem verminderten Abstieg aus der Regionalliga. Der WFV schaffte dieser Regelung allerdings vor Saisonbeginn eigenmächtig ab. Es wurde kurzfristig ein Entscheidungsspiel gegen den Bonner SC angesetzt, dass die Bottroper mit 5:0 gewannen. Dann lehnte der Verband sämtliche Einsprüche ab und verurteilte die Bottroper zum Abstieg.
Mit drei Punkten Vorsprung auf Bayer 05 Uerdingen wurden die Bottroper 1967 erneut Niederrheinmeister und schaffte in der folgenden Aufstiegsrunde die sofortige Rückkehr in die Regionalliga. Doch die VfB-Elf der Saison 1967/68 erwies sich als überfordert und wurde abgeschlagen Letzter. Ganze 200 Zuschauer sahen das letzte Bottroper Zweitligaheimspiel gegen Fortuna Köln. Angesichts von 160.000 Mark Schulden stand der Verein vor einer ungewissen Zukunft. Im Jahre 1969 wurden der VfB gar in die Landesliga durchgereicht, nachdem die Mannschaft das Entscheidungsspiel gegen den Abstieg mit 1:2 gegen Viktoria Wuppertal verlor.

### Zwischen Ober- und Bezirksliga (1969 bis 2000)
Während der Landesligajahre konnte der Verein einen Großteil seiner Schulden abbauen. Nach einer Vizemeisterschaft 1971 hinter dem VfB Homberg gelang ein Jahr später der Wiederaufstieg in die Verbandsliga. Zurück in der Verbandsliga kam der Verein nicht über Mittelmaß oder Abstiegskampf hinaus. Nach der Einführung der Oberliga Niederrhein 1978 waren die Bottroper nur noch viertklassig. Zwei Jahre später übernahm Karl Gathmann die Vereinsführung und Horst Bistrich das Traineramt. Prompt gelang 1981 der Aufstieg in die Oberliga, dem jedoch der sofortige Wiederabstieg folgte. Ein Jahr später wurde der VfB in die Landesliga durchgereicht.
Aufgrund der um zwei Tore besseren Tordifferenz gegenüber dem SV Schwafheim gelang 1984 der direkte Wiederaufstieg in die Verbandsliga. Zwei Jahre später sorgte die schlechtere Tordifferenz gegenüber Olympia Bocholt und der SpVg Schonnebeck für den erneuten Abstieg in die Landesliga. Im Jahre 1990 drohte dem Verein der Konkurs. Trotz mehrfacher Versuche konnte wegen der hohen Schuldenlast kein Vorstand gefunden werden. Das Amtsgericht Bottrop bestellte einen Notvorstand, dem es gelang, den Verein innerhalb von sechs Monaten zum ersten Mal seit den Regionalligazeiten zu entschulden und einen neuen Vorstand zu installieren.
Im Jahre 1991 stieg der VfB erstmals in die seinerzeit sechstklassige Bezirksliga ab. Erst zwei Jahre später gelang der Wiederaufstieg. Im April 1996 übernahm Dr. Joachim Maiwald das Präsidentenamt und wollte den Verein binnen drei Jahren in die Oberliga führen. Daraus wurde jedoch nichts. 1999 vergab die Mannschaft eine zwischenzeitliche 1:0-Führung gegen den SC 26 Bocholt und stieg in die Bezirksliga ab. Der direkte Aufstieg wurde gegen die Reserve des SV Adler Osterfeld verpasst. Im direkten Duell führte der VfB zur Halbzeit mit 3:0 um noch mit 3:4 zu verlieren.

### Jahrtausendwende
Im Jahre 2001 gelang schließlich der erneute Aufstieg in die Landesliga und musste drei Jahre später aufgrund der schlechteren Tordifferenz gegenüber dem MSV Moers wieder absteigen. Zwei Jahre später konnte nur mit großer Mühe der Absturz in die Kreisliga vermieden werden. Nach einem dritten Platz in der Saison 2007/08 gelang vier Jahre später mit 20 Punkten Vorsprung auf die SpVgg Friedrichsfeld der Aufstieg in die Landesliga. Diese konnten die Bottroper bis 2015 halten, ehe die Mannschaft wieder in die Bezirksliga absteigen musste.

### Gegenwart
Mit Beginn der Saison 2019/20 verpflichtete der neu gewählte Vorstand um Gündüz Tubay und Erdogan Kaya Patrick Wojwod als neuen Übungsleiter. Nachdem man in der Vorsaison noch knapp den Abstieg aus der Bezirksliga vermeiden konnte, beschloss der VfB mit Hilfe der Sponsoren eine Transferoffensive mit höherklassigen Neuzugängen wie dem ehemaligen Profifußballer Kudret Kanoğlu. Die Wojwod-Elf war bereits in der ersten Saison in Schlagdistanz zu den Aufstiegsplätzen und gewann die Stadtmeisterschaft sowie den Kreispokal. Nachdem die Saison aufgrund der Coronapandemie unterbrochen und abgebrochen wurde, ging der VfB Bottrop als Meisterschaftsfavorit in die Spielzeit 2020/21 und behielt bis zum erneuten Saisonabbruch ungeschlagen die Tabellenführung. Im Sommer 2021 verpflichtete der VfB Bottrop den gebürtigen Bottroper Fatih Candan vom FC Schalke 04 und schaffte am Saisonende den Aufstieg in die Landesliga.

## Stadion
Im Juli 1924 wurde das Jahnstadion an der Parkstraße eingeweiht, in dem der VfB seither spielt. Dieses Gelände in einer Größe von 18 Morgen hatte die Arenbergische Aktiengesellschaft der Stadt pachtweise überlassen. In den Jahren 2004 und 2005 erhielt die Anlage eine überdachte Sitztribüne, eine Tartanbahn und eine Flutlichtanlage. Das behindertengerechte Stadion (u. a. Austragungsort der Fußball-Weltmeisterschaft für Menschen mit Behinderung im Sommer 2006) gehört der Stadt Bottrop. Im Jahnstadion fanden auch internationale Leichtathletik-Veranstaltungen statt.

## Persönlichkeiten
- Werner Biskup (stammt aus der VfB-Jugend)
- Fred Bockholt (Regionalliga 1963/64 und 1965/66, aus der eigenen Jugend)
- Heinz-Dieter Borgmann (2. Liga West 1960–1963, Regionalliga 1963/64)
- Diethelm Ferner (in der 2. Liga West bis 1963)
- Hans-Jürgen Fritsch (1966/67 Niederrheinmeisterschaft)
- Fred Harthaus (Trainer 1948 und 1965–1967)
- Dieter Herzog (Regionalliga 1965/66)
- Heinz Hinz (1952/53 2. Liga West)

- Horst Klinkhammer (Regionalliga 1963/64)
- Theo Kolkenbrock (2.-Liga-Spieler Anfang der 50er Jahre)
- Sepp Kretschmann (Trainer 1932/33)
- Werner Kubek (2.-Liga-Spieler Ende der 50er Jahre)
- Franz Linken (Trainer 1958/59)
- Karl-Otto Marquardt (Regionalliga 1967/68)
- Klaus Matischak (in der 2. Liga West 1957/58)
- Werner Möckel (2. Liga 1952–1958)
- Willi Multhaup (Trainer 1954–1957)
- Heinz Stemmer (in der 2. Liga West 1954–1956)
- Hans-Dieter Tippenhauer (Regionalliga 1967/68)
- Alexander Ziolkewitz (1932–1933)

## Weiterführende Informationen